# Liceu Francês Charles Lepierre
 O Liceu Francês Charles Lepierre (Lycée Français Charles Lepierre) é uma escola internacional de língua francesa, sob tutela do Governo de França, situada em Lisboa, Portugal.
Cerca de 63% dos estudantes são franceses ou franco-portugueses, enquanto cerca de 10% são de outras nacionalidades.
Desde 1952, a escola situa-se na Avenida Eng.º Duarte Pacheco, Campolide (muito próximo do complexo das Amoreiras).
É, a par do Lycée Français International do Porto, a única escola francesa oficial em Portugal.

## História
Após ter existido no final do século XIX um Liceu Francês instalado no Palácio Almada, ao Rossio, surgiu em 1907, na Rua da Emenda, uma escola francesa de ensino secundário, dirigida pela Société de l'École Française de Lisbonne.  
Em 1917, a escola mudou-se para o Pátio do Tijolo, no Palácio Braancamp, perto do Largo do Rato, adquirido nesse mesmo ano, pela Société de l'École Française de Lisbonne. Aí funcionou até 1952, quando se transferiu para o atual edifício, em Campolide (Avenida Eng.º Duarte Pacheco). 
A escola recebeu o nome do professor Charles Lepierre (1867-1945), engenheiro químico formado pela École de Physique et Chimie Industrielle de Paris e que se havia estabelecido em Portugal no ano de 1888.
A escola pertence ao sistema internacional de escolas gerido pela Agência para o Ensino Francês no Estrangeiro (AEFE) do Ministério dos Negócios Estrangeiros francês. Tem o estatuto de EGD (Etablissement en Gestion Directe), ou seja, é gerido diretamente pela AEFE, que nomeia a sua administração. 
A escola segue as instruções oficiais do Ministério da Educação Nacional de França.

## Distinções
A 27 de fevereiro de 2003, foi agraciado com o grau de Membro-Honorário da Ordem do Mérito pelo Presidente da República Jorge Sampaio. A 15 de maio de 2024, foi agraciado com o grau de Membro-Honorário da Ordem da Instrução Pública.

## Antigos Alunos
- Isabel Alçada (1950-), escritora e antiga ministra da educação
- Armando Baptista-Bastos (1934-2017), jornalista e escritor
- Rita Blanco (1963-), atriz
- Telmo Correia (1960-), político e atual Secretário de Estado
- Maria Eugénia Cunhal (1927-2015), poetisa e jornalista
- Eduardo Ferro Rodrigues (1949-), antigo ministro e Presidente da Assembleia
- André Maia (1964-), ator e cantor
- Inês de Medeiros (1968-), atriz
- Paulo Núncio (1968-), advogado e antigo Secretário de Estado
- Pedro Paixão (1956-), escritor
- Clara Pinto Correia (1960-), biologa e professora catedrática
- António Serzedelo (1945-), jornalista e activista
- Carlos Tavares (1958-), empresário
- Gracinha Viterbo (1977-), designer de interiores
- Catarina Wallenstein (1983-), atriz
- Irene Flunser Pimentel (1950-), historiadora
- José Guilherme Queiroz de Ataíde (1956-), diplomata

## Antigos Professores
- Alice Gomes (1910-1983), escritora e pedagoga

## Níveis de ensino na escola
- Maternelle (pré-escola ou jardim de infância): a partir dos 3 anos
- Primaire (Ensino fundamental): do CP ao CM2
- Ensino secundário:
  - Collège: da 6ème à 3ème
  - Lycée: da 2° à Terminale. Na 1ère e na Terminale é obrigatória a escolha de uma série, ou seja área, entre as seguintes : L (Literatura), ES (Economia e Ciências sociais) e S (Ciências)

- Inscrição: 2 100 alunos
- Ano letivo: do início de Setembro até o final de Junho

- Idiomas ensinados:
  - Português (obrigatório em todos os anos)
  - Inglês em LV1
  - Escolha de alemão, italiano ou espanhol em LV2
  - Língua clássica: latim